# Truxaloides braziliensis
Truxaloides braziliensis is een rechtvleugelig insect uit de familie veldsprinkhanen (Acrididae). De wetenschappelijke naam van deze soort is voor het eerst geldig gepubliceerd in 1770 door Drury. De soort komt voor in Afrika.